# Le Petit Bleu de la côte ouest
Le Petit Bleu de la côte ouest est un roman noir de Jean-Patrick Manchette publié en 1976 dans la collection Série noire chez Gallimard.

## Le roman

### Début de l’intrigue
Georges Gerfaut, cadre commercial, est témoin d’un accident automobile et emmène le conducteur blessé à l’hôpital où il meurt, en fait, d’une blessure par balles.
En vacances avec sa famille, deux hommes tentent de le tuer pendant sa baignade.
Choqué, il rentre à Paris et emprunte un pistolet automatique à un ami.
Ses poursuivants le retrouvent alors qu’il roule sur l’autoroute. Une rencontre sanglante a lieu dans une station-service…

### Lieux du roman
1. Paris
2. Saint-Georges-de-Didonne
3. Massif de la Vanoise

### Référence
Le titre est une allusion au style musical blues West Coast, que le personnage principal (plutôt un antihéros) apprécie.

## Édition
En 1976, chez Gallimard dans la collection Série noire avec le no 1714  (ISBN 978-2-070-48714-1).
Néanmoins, dans la bibliographie critique d’une collection policière de Claude Mesplède Les années « Série noire »  Volume 4,  il est indiqué comme étant publié en janvier 1977.

## Rééditions
- En 1980, chez Gallimard dans la collection Carré noir sous le titre Trois hommes à abattre avec le no 368.  (ISBN 978-2-070-43368-1)
- En 1991, chez Folio avec le no 2250.
- En 1998, chez Folio policier avec le no 23.  (ISBN 978-2-070-40657-9)
- En 2005, dans le volume Romans Noirs de la collection « Quarto », Gallimard.

## Adaptations

### Au cinéma
Trois hommes à abattre, film réalisé en 1980 par Jacques Deray, avec Alain Delon dans le rôle de Gerfaut, dont le prénom a été changé en Michel pour l'adaptation cinématographique.

### En bande dessinée
Les dessins sont de Tardi. Elle est publiée, en 2005, chez Les Humanoïdes Associés avec une préface de François Guérif.  (ISBN 2-862-44016-7)  Réédité en 2008 et en 2010 chez Futuropolis

### Sources
- Claude Mesplède (dir.), Dictionnaire des littératures policières, vol. 2 : J - Z, Nantes, Joseph K, coll. « Temps noir », 2007, 1086 p. (ISBN 978-2-910686-45-1, OCLC 315873361).
- Claude Mesplède, Les années "Série noire" bibliographie critique d'une collection policière, t. 4 : 1972-1982, Amiens, Encrage, coll. « Travaux » (no 25), 1995, 318 p. (ISBN 978-2-906389-63-2).
- Polar, le magazine du policier, no 12 juin 1980